# Vágbánya
Vágbánya (1899-ig Bohunicz, szlovákul Bohunice) község Szlovákiában, a Trencséni kerületben, az Illavai járásban.

## Fekvése
Illavától 4 km-re északnyugatra, a Vág jobb oldalán fekszik.

## Története
1229-ben „Bohwnycz” néven említik először. Magyar nevét híres kőbányájáról kapta. Helyi és poroszkai nemesi családok birtoka volt, majd a 14. század elején az oroszlánkői váruradalom része. 1409-ben „Bohunicz”, 1439-ben „Bohonycze” alakban említik a korabeli források. A 16. században a horvát eredetű Jakusich család birtoka, ezután a Mednyánszky és Rizner család tulajdonában állt. 1598-ban 48 ház állt a településen. A 18-19. században a Jeszenák család volt a földesura. 1712-ben 31 adózója volt. 1784-ben 81 házában 106 családban 569 lakos élt.
A 18. század végén Vályi András így ír róla: „BOHUNICZ. Tót falu Trencsén Vármegyében, birtokosa Jeszenák Uraság, lakosai katolikusok, fekszik Pruszkához nem meszsze, egyenes, és szép helyen Vág vize mellett, lakosai munkás, és nem szegény Emberek, nevezetes vagyonnyaihoz ’s jó termékenységéhez képest, első Osztálybéli.”
1828-ban 90 háza és 731 lakosa volt. Lakói mezőgazdasággal, gyümölcstermesztéssel, szeszfőzéssel foglalkoztak. Egykor kőbánya működött itt.
Fényes Elek 1851-ben kiadott geográfiai szótárában így ír a faluról: „Bohunicz, tót falu, Trencsén vgyében, Pruszka mellett: 722 kath., 8 zsidó lak., termékeny első osztálybel határral. F. u. Jeszenák. Ut. p. Trencsén.”
A trianoni békéig Trencsén vármegye Puhói járásához tartozott.

## Népessége
| Év:            | 1994. | 2004. | 2014.   | 2024.   |
| -------------- | ----- | ----- | ------- | ------- |
| Emberek száma: | 0     | 753   | 759     | 785     |
| Eltérés:       |       | –     | +0,79 % | +3,42 % |

| Év:            | 2023. | 2024.   |
| -------------- | ----- | ------- |
| Emberek száma: | 792   | 785     |
| Eltérés:       |       | -0,88 % |

1910-ben 612, túlnyomórészt szlovák anyanyelvű lakosa volt.
2001-ben 746 lakosából 738 szlovák volt.
2011-ben 734 lakosából 719 szlovák volt.

## Híres személyek
- Egyes források szerint itt született Godra Mihály (1801-1874) Újverbászi (Bács-Bodrog megye) evangélikus lelkész és gimnáziumi tanár.

## Nevezetességei
- A Mednyánszky család neogótikus kastélya az 1860-as években épült.
- A temetőben álló Mednyánszky-sírbolt 1866-ban épült neogótikus stílusban.

## Külső hivatkozások
- E-obce.sk Archiválva 2009. február 4-i dátummal a Wayback Machine-ben
- Községinfó
- Vágbánya Szlovákia térképén